# Cantón de Argenteuil-Oeste
El cantón de Argenteuil-Oeste era una división administrativa francesa, que estaba situada en el departamento de Valle del Oise y la región de Isla de Francia.

## Composición
El cantón estaba formado por una fracción de la comuna que le daba su nombre:
- Argenteuil (fracción)

## Supresión del cantón de Argenteuil-Oeste
En aplicación del Decreto n.º 2014-168 de 17 de febrero de 2014, el cantón de Argenteuil-Oeste fue suprimido el 22 de marzo de 2015 y la fracción de la comuna que le daba su nombre se unió con las demás fracciones para que, por medio de una reestructuración cantonal, fueran creados los nuevos cantones de Argenteuil-1, Argenteuil-2 y Argenteuil-3.